# Terina internata
Terina internata là một loài bướm đêm trong họ Geometridae.